# Rapsòdia per a contralt
La Rapsòdia per a contralt (en alemany, Alt-Rhapsodie), Op. 53, és una obra per a contralt, cor d'homes i orquestra, composta per Johannes Brahms el 1869, un any després de compondre el Rèquiem alemany.
La rapsòdia va ser escrita com a regal de noces per a la filla de Clara Schumann, Julie. Alguns experts en Brahms han especulat sobre la possibilitat que hi hagués sentiments romàntics del compositor cap a Julie, la qual cosa va poder ser sublimat en el text i la música de la rapsòdia. El text, amb el seu retrat metafísic de l'ànima d'un misantrop que ha de buscar sustentació espiritual per eliminar els lligams del seu sofriment, té poderosos paral·lels amb la vida i el caràcter de Brahms.

## Estrena
L'obra va ser presentada per primera vegada el 6 d'octubre de 1869, en l'assaig general del primer concert de la temporada de concerts de Karlsruhe. La cantant Amalia Boni en va interpretar la part solista; el director Hermann Levi hi va participar, però no hi havia cor d'homes i no és clar si va dirigir l'orquestra o simplement acompanyà la solista amb el piano. Brahms i Clara Schumann hi eren presents, però sens dubte no hi havia més públic. La primera estrena pública fou el 3 de març de 1870, a Jena. La solista va ser Pauline Viardot i el director Ernst Naumann.

## Anàlisi musical
El text es basa en tres de les tretze estrofes del Viatge pel Harz a l'hivern (Harzreise im Winter) de Goethe. Brahms ajusta el sentit de cada estrofa a una tonalitat, tempo i ritme particular. Se sol dir que la peça és el més a prop que Brahms va estar del món de l'òpera (al costat del Rèquiem i la cantata Rinaldo). Michael Steinberg traça un paral·lelisme amb una escena d'òpera. Les parts són les següents: 
- Adagio. Escrita per a solista i orquestra en la tonalitat de do menor i ritme de 3/2. S'inicia amb una introducció orquestral i després el cant de l'estrofa Aber abseits wer ist's?. Des d'una perspectiva operística aquesta part coincidiria amb una introducció orquestral i el recitatiu.
- Poco andante. Es manté en la tonalitat i l'orquestració anterior, però canvia al compàs de 6/4. Introdueix l'estrofa Ach, wer heilet die Schmerzen i des de la perspectiva operística correspondria a l'ària en forma ternària (ABA).
- Adagio. Canvia a la tonalitat brillant de do major, torna al ritme de 4/4 i introdueix el cor d'homes. Introdueix l'estrofa Ist auf deinem Psalter i correspondria al finale de l'escena operística.

Les dues primeres estrofes descriuen el dolor del vagabund misantrop. La tercera, la pregària dirigida a un esperit celestial per alleujar aquest dolor. La peça, i en particular la tercera part, està d'alguna manera relacionada amb el Rèquiem alemany.
L'obra dura aproximadament entre dotze i quinze minuts.

## Text

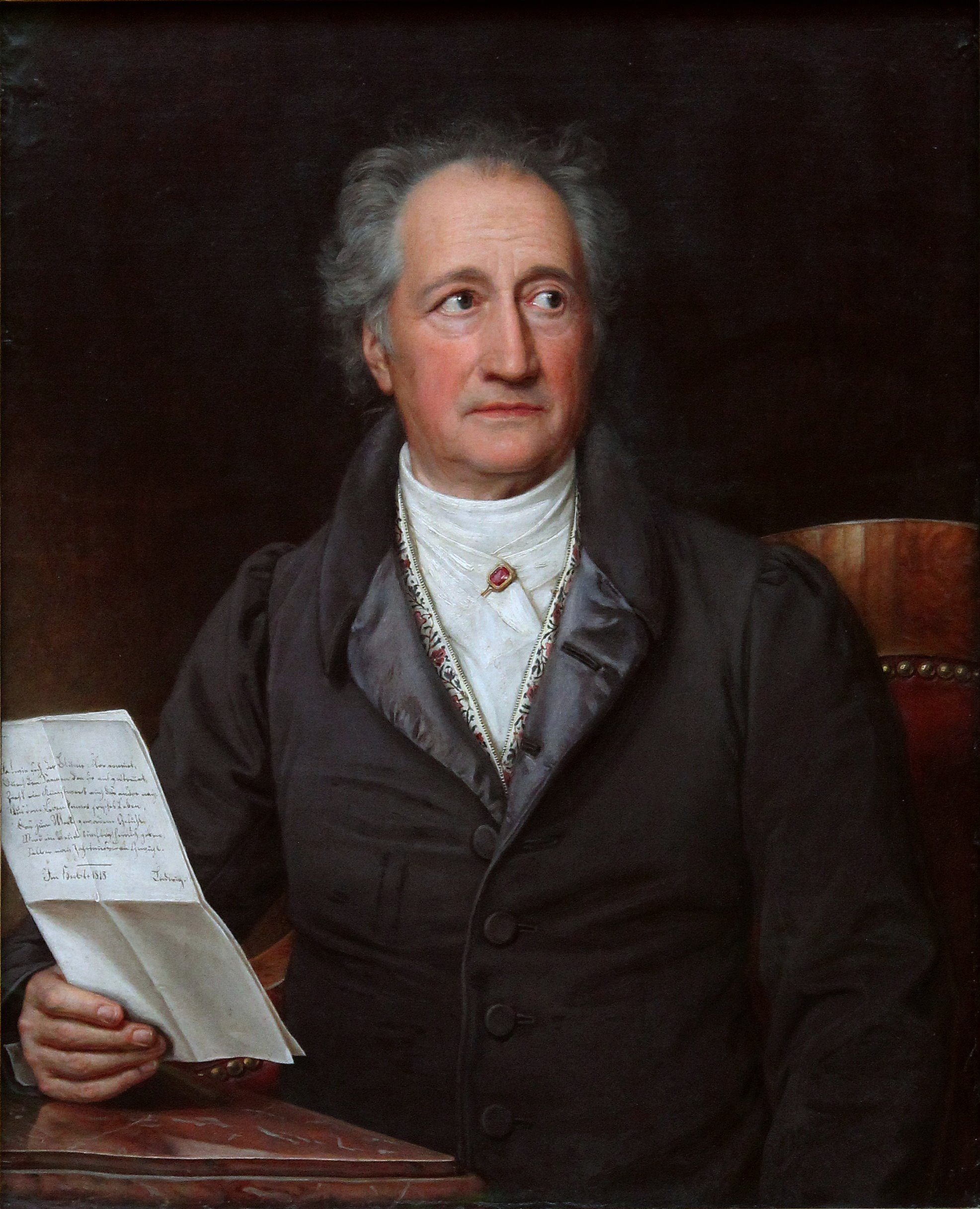
Johann Wolfgang von Goethe.

El text és de Harzreise im Winter de Johann Wolfgang von Goethe:
| Alemay original | Traducció al català |
| Aber abseits wer ist's? Im Gebüsch verliert sich sein Pfad; hinter ihm schlagen die Sträuche zusammen, das Gras steht wieder auf, die Öde verschlingt ihn.                                                                 | Però, qui allà, es manté apart? El seu camí es perd en la malesa. Darrere seu els matolls es clouen, i l'herba s'aixeca de nou, l'ermàs l'engoleix.                                                                                       |
| Ach, wer heilet die Schmerzen dess, dem Balsam zu Gift ward? Der sich Menschenhaß aus der Fülle der Liebe trank! Erst verachtet, nun ein Verächter, zehrt er heimlich auf seinen eigenen Wert In ungenügender Selbstsucht. | Ai! Qui pot guarir els dolors a qui el bàlsam esdevingué verí? Aquell que, de la plenitud de l'amor, begué només odi per als humans? Abans menyspreat i ara menyspreador, consumeix secretament el seu propi mèrit en un estèril egoisme. |
| Ist auf deinem Psalter, Vater der Liebe, ein Ton seinem Ohre vernehmlich, so erquicke sein Herz! Öffne den umwölkten Blick über die tausend Quellen neben dem Durstenden in der Wüste!                                     | Si en el teu salteri, pare de l'amor, sona encara una nota que puguin sentir les seves orelles, llavors, reconforta el seu cor! Obre el seu esguard ofuscat envers les mil fonts que brollen vora l'assedegat en el desert!               |

## Enregistraments
Entre els intèrprets més cèlebres es poden destacar: Marian Anderson, Kathleen Ferrier, Christa Ludwig, Janet Baker, Marilyn Horne i Anne Sofie von Otter.
- Anne Sofie von Otter (contralt), Arnold Schoenberg Choir, Vienna Philharmonic Orchestra. Data de l'enregistrament: 1995. Durada: 12:38.
- Dame Janet Baker (contralt), John Alldis Choir, London Philharmonic Orchestra, Adrian Boult (director). Durada: 11:45
- Brigitte Fassbaender (contralt), Prague Philharmonic Chorus, Czech Philharmonic Orchestra, Giuseppe Sinopoli (director). Durada: 14:28
- Kathleen Ferrier (contralt), London Philharmonic Orchestra i cor d'homes, Clemens Krauss (director). Desembre de 1947. Durada: 15:53
- Ann Hallenberg (contralt), Collegium Vocale Gent, Orchestre des Champs-Elysées, Philippe Herreweghe (director). Durada 11:15
- Marilyn Horne (contralt), Atlanta Symphony Orchestra & Chorus, Robert Shaw (director). Durada: 14:01
- Christa Ludwig (contralt), Philharmonia Orchestra & Chorus, Otto Klemperer (director). Durada 12:27
- Christa Ludwig (contralt), Wiener Singverein, Wiener Philharmoniker, Karl Böhm (director). Durada 16:10
- Marian Anderson (contralt), Philadelphia Orchestra, Eugene Ormandy (director). Durada: 13:10
- Marjana Lipovšek (contralt), Ernst Senff Chor, Berliner Philharmoniker, Claudio Abbado (director). Durada: 13:04
- Kathleen Ferrier (contralt), Men of the Oslo Philharmonic Chorus, Oslo Philharmonic Orchestra, Erik Tuxen (director). 14 d'octubre de 1949. Durada: 13:10
- Mildred Miller (contralt), The Occidental College Chorus, Columbia Symphony Orchestra, Bruno Walter (director). 11 de gener de 1961. Durada: 12:25
- Janet Baker (contralt), BBC's Men's Chorus, BBC Symphony Orchestra, Adrian Boult (director). 1968. Durada: 13:51
- Elana Joan Cara (contralt),[4] Brian Zeger (piano). 1988. Durada: 8:55